# Liste des codes OACI des aéroports/K
Pour un article plus général, voir Liste des codes OACI des aéroports.
- A
- B
- C
- D
- E
- F
- G
- H
- I
- J
- K
- L
- M
- N
- O
- P
- Q
- R
- S
- T
- U
- V
- W
- X
- Y
- Z

## K
Dans le code OACI! la lettre préfixe K est réservée aux aéroports de la partie contiguĕ des États-Unis.

### KA
- KAAF : Aéroport Municipal Apalachicola, comté de Franklin, Floride,
- KABE : Aéroport d'Allentown-Bethlehem-Easton, Pennsylvanie,
- KABI : Aéroport régional d'Abilene, Texas
- KABQ : Aéroport international d'Albuquerque, Nouveau-Mexique,
- KABR : Aéroport Régional d'Aberdeen, Dakota du Sud,
- KABY : Aéroport d'Albany, Géorgie,
- KACB : Aéroport du comté d'Antrim, Michigan,
- KACV : Aéroport d'Arcata-Eureka, Californie,
- KAPA : Centennial Airport, Colorado
- KASE : Aéroport d'Aspen, Colorado
- KATL : Aéroport international Hartsfield-Jackson, Atlanta, Géorgie,
- KAUS : Aéroport international Austin-Bergstrom, Texas
- KAVP : Aéroport international de Wilkes-Barre/Scranton, Pennsylvanie,
- KAXA : Aéroport d'Algona, Iowa

### KB
- KBDL : Aéroport international Bradley, Connecticut
- KBFI : Boeing Field, Washington
- KBGR : Aéroport international de Bangor, Maine
- KBLV : Scott Air Force Base, Belleville, Illinois,
- KBMI : Central Illinois Regional Airport, Bloomington / Normal, Illinois,
- KBNA : Aéroport international de Nashville, Tennessee
- KBOI : Aéroport de Boise, Idaho
- KBOS : Aéroport international Logan, Boston, Massachusetts,
- KBTM : Aéroport Bert Mooney, Butte, Montana,
- KBTR : Aéroport métropolitain de Bâton-Rouge, Louisiane
- KBUF : Aéroport international de Buffalo-Niagara, New-York
- KBUR : Aéroport Bob Hope, Burbank-Glendale-Pasadena, Californie,
- KBVT : Aéroport international de Burlington, Vermont,
- KBWI : Aéroport international Thurgood Marshall de Baltimore-Washington, Maryland,
- KBZN : Aéroport régional de Gallatin, Bozeman, Montana,

### KC
- KCAK : Aéroport régional de Akron-Canton, Ohio,
- KCHN : Aéroport municipal de Wauchula, Floride,
- KCHS : Aéroport international de Charleston, Charleston, Caroline du Sud
- KCLE : Aéroport international de Cleveland-Hopkins, Ohio,
- KCLT : Aéroport international Charlotte-Douglas, Caroline du Nord
- KCRW : Aéroport Yeager de Charleston, Charleston, Virginie Occidentale
- KCVG : Aéroport international de Cincinnati/Northern Kentucky

### KD
- KDBQ : Aéroport régional de Dubuque, Iowa,
- KDCA : Aéroport national Ronald Reagan, Washington D.C.
- KDCU : Aéroport régional de Pryor Field, Decatur, Alabama,
- KDEN : Aéroport international de Denver, Colorado,
- KDFW : Aéroport international de Dallas-Fort Worth, Texas
- KDTW : Aéroport métropolitain de Détroit, Michigan

### KE
- KEDW : Edwards Air Force Base, Californie
- KEWR : Aéroport international Newark Liberty, New Jersey
- KEYE : Aéroport d'Eagle Creek, Indiana

### KF
- KFAR : Aéroport international Hector, Fargo, Dakota du Nord,
- KFLL : Aéroport international de Fort Lauderdale-Hollywood, Floride
- KFOK : Aéroport régional de Westhampton beach, New York
- KFSD : Aéroport régional de Sioux Falls, Sioux Falls, Dakota du Sud,

### KG
- KGNV : Aéroport régional de Gainesville, Floride
- KGPT : Aéroport international de Gulfport-Biloxi, Mississippi
- KGRB : Aéroport international Austin Straubel, Wisconsin
- KGRR : Gerald R. Ford International Airport, Grand Rapids, Michigan
- KGSP : Aéroport de Greenville-Spartanburg, Greenville-Spartanburg, Caroline du Sud
- KGYY : Aéroport international de Gary/Chicago, Indiana

### KI
- KIAD : Aéroport international de Washington-Dulles, Loudoun, Virginie,
- KIAH : Aéroport intercontinental George-Bush de Houston, Texas,
- KICT : Aéroport de Wichita, Wichita, Kansas
- KILG : New Castle County Airport, Wilmington, Delaware
- KIND : Aéroport international d'Indianapolis

### KJ
- KJAC : Aéroport de Jackson Hole, Wyoming
- KJFK : Aéroport international John-F.-Kennedy, État de New-York
- KJKA : Aéroport Jack Edwards, Gulf Shores, Alabama

### KL
- KLAR : Aéroport régional de Laramie, Wyoming
- KLAS : Aéroport international McCarran, Las Vegas, Nevada
- KLAW : Aéroport régional de Lawton-Fort Sill, Oklahoma
- KLAX : Aéroport international de Los Angeles, Californie,
- KLBB : Aéroport international de Lubbock Preston Smith, Texas
- KLBE : Aéroport régional Arnold Palmer, Latrobe, Pennsylvanie
- KLGA : Aéroport de LaGuardia, État de New-York
- KLNN : Aéroport de Lost Nation, Ohio

### KM
- KMCI : Aéroport international de Kansas City, Missouri
- KMCO : Aéroport international d'Orlando, Floride
- KMCW : Mason City Municipal Airport, Iowa
- KMDW : Aéroport international Midway de Chicago, Illinois
- KMEM : Aéroport international de Memphis, Tennessee
- KMHT : Aéroport régional de Manchester, New Hampshire
- KMIA : Aéroport international de Miami, Floride,
- KMKE : Aéroport international General Mitchell de Milwaukee, Wisconsin
- KMKG : Aéroport du comté de Muskegon, Michigan,
- KMOP : Mount Pleasant Municipal Airport, Michigan,
- KMOT : Aéroport international de Minot, Dakota du Nord,
- KMSP : Aéroport international de Minneapolis-Saint-Paul, Minnesota
- KMSY : Aéroport international Louis Armstrong de La Nouvelle-Orléans, Louisiane
- KMTN : Martin State Airport, Maryland

### KO
- KOAK : Aéroport international d'Oakland, Californie
- KOBE : Aéroport du comté d'Okeechobee, Floride
- KOMA : Aéroport Eppley d'Omaha, Nebraska
- KORD : Aéroport international O'Hare de Chicago, Illinois
- KORF : Aéroport international de Norfolk, Virginie
- KOWB : Aéroport régional de Owensboro-Comté de Daviess, Kentucky

### KP
- KPAE : Paine Field, Washington
- KPBG : Aéroport international de Plattsburgh
- KPDX : Aéroport international de Portland, Oregon
- KPFN : Aéroport international de Panama City-comté de Bay, Floride,
- KPHL : Aéroport international de Philadelphie, Pennsylvanie,
- KPHX : Aéroport international Sky Harbor de Phoenix, Arizona
- KPIE : Aéroport international de St. Petersburg-Clearwater, Floride
- KPIT : Aéroport international de Pittsburgh, Pennsylvanie
- KPNE : Northeast Philadelphia Airport, Pennsylvanie
- KPVD : Aéroport de Providence, Rhode Island
- KPWM : Aéroport international de Portland (Maine), Portland, Maine

### KR
- KRDU : Aéroport international de Raleigh-Durham, Caroline du Nord

### KS
- KSAA : Shively Field, Saratoga, Wyoming,
- KSAD : Safford Municipal Airport, Arizona,
- KSAN : Aéroport international de San Diego, Californie
- KSAT : Aéroport international de San Antonio, Texas
- KSAV : Aéroport international de Savannah, Géorgie
- KSAW : Aéroport international de Sawyer, Marquette, Michigan,
- KSDF : Aéroport international de Louisville, Kentucky
- KSEA : Aéroport international de Seattle-Tacoma, Washington
- KSFO : Aéroport international de San Francisco, Californie,
- KSHR : Aéroport du comté de Sheridan, Wyoming,
- KSJC : Aéroport international de San José, Californie
- KSLC : Aéroport international de Salt Lake City, Utah
- KSMF : Aéroport international de Sacramento, Californie
- KSMO : Aéroport municipal de Santa Monica, Californie
- KSNA : Aéroport John-Wayne, Santa-Ana, Californie
- KSTL : Aéroport international de Lambert-Saint Louis, Missouri
- KSUS : Aérodrome de Spirit-of-st-Louis, Missouri
- KSUX : Aéroport de Sioux City, Iowa

### KT
- KTLH : Aéroport régional de Tallahassee, Floride,
- KTPA : Aéroport international de Tampa, Floride
- KTXK : Aéroport régional de Texarkana, Arkansas,

### KV
- KVRB : Aéroport municipal de Vero Beach, Floride,

### KX
- KXNA : Aéroport régional du Nord-ouest de l'Arkansas, Highfill, Fayetteville, Arkansas
- KXNR : Base de lancement de Cap Canaveral, Floride
- KXTA : Zone 51, Nevada, États-Unis